# Thomas Ollive Mabbott
Thomas Ollive Mabbott, né le 6 juillet 1898 à New York et mort le 28 mai 1968 dans la même ville, est un universitaire américain et un spécialiste de la littérature, surtout connu pour ses travaux sur l'écrivain Edgar Allan Poe. Il a également publié des études sur John Milton, Walt Whitman, Thomas Chatterton et Edward Coote Pinkney.

## Biographie
Mabbott naît à New York, où il grandit. Diplômé Phi Beta Kappa de l'université Columbia, il obtient son AB en 1920, son AM en 1921 et son Ph.D. en 1923 en anglais. Après ses études à Columbia, Mabbott enseigne la littérature anglaise et la composition à l'université Northwestern. En 1928, il quitte Northwestern pour enseigner à l'université Brown. Un an plus tard, il accepte un poste à Hunter College, à New York. Mabbott reste professeur d'anglais et chercheur à Hunter jusqu'en 1966. Durant les deux dernières années de sa vie, il devient professeur invité à université de Saint John de New York.
Il est surtout connu comme un spécialiste de Poe, dont il prépare une nouvelle édition des œuvres — The Collected Works of Edgar Allan Poe — quand il meurt le 28 mai 1968, à l'âge de 69 ans. Durant ses études, il a identifié plusieurs poèmes de Poe publiés anonymement et des manuscrits jamais publiés. Son épouse a repris son travail après son décès, jusqu'à son achèvement.

## Sources
- (en) Cet article est partiellement ou en totalité issu de l’article de Wikipédia en anglais intitulé « Thomas Ollive Mabbott » (voir la liste des auteurs).
- Eagles Byte